# 神采飛揚 (電影)
《神采飛揚》（英語：Career Opportunities）是一部1991年美國浪漫喜剧片，由法蘭克‧華利、珍妮佛·康納莉主演，約翰·休斯編寫和製作，布萊恩·高登執導。片中華利飾演一位能言善道但不負責任的青年吉姆·道奇，他在當地的目標百貨找到一份夜間清潔工的工作。當班第一天，他發現自己被和受到虐待的富家千金喬西·麥克萊倫（康納莉飾）鎖在店內。
休斯在看過高登的短片後印象深刻，因此選擇他執導其劇本。本片主要於亞特蘭大郊外的目標百貨取景拍攝。電影上映後評價慘淡，票房為1130萬美元。

## 劇情
吉姆·道奇自認善於交際且胸懷大志，但在外人眼光裡他懶惰又一無是處。在被許多低薪工作解僱後，他的父親巴德·道奇逼吉姆要麼去當地的目標百貨找一份工作，要麼就去當聖路易斯開公車。
吉姆被聘為百貨的夜間清潔工。當班的第一個晚上，吉姆被他的老闆獨自鎖在賣場裡，直到他的輪班在早上7點結束。他遇到美麗的姑娘喬西·麥克萊倫，這是他一輩子看過最「嬌生慣養的富家千金」。喬西睡在更衣室裡已有幾個小時了，先前她半推半就地逃離虐待她的父親羅傑·羅伊·麥克萊倫的掌控。
喬西和吉姆兩人交流後發現彼此並沒有那麼不同，於是在賣場自由玩耍並且逐漸萌生愛意。喬西的錢包裡有52,000美元，她說服吉姆早上一出百貨就和她一起逃到加州。與此同時，羅傑和鎮上的治安官聯手漏夜尋找離家出走的女兒。
當兩名沒用的搶匪內斯特·派爾和吉爾·金尼闖入並將兩人扣為人質時，事情變得複雜起來。最終喬西誘騙其中一名搶匪在搶劫後帶她走，但當搶匪把商品裝上車時，喬西就跳上前座驅車離開，使得兩名搶匪被困在停車場。與此同時，在大樓裡，吉姆上膛一把在總保管儲物櫃發現的獵槍，並逼迫搶匪就地投降。
隔天早上，治安官發現兩名被吉姆綁起來的搶匪，而吉姆和喬西則逃到好萊塢，在游泳池旁閒逛。

## 演員
- 法蘭克‧華利（英语：Frank Whaley） 飾吉姆·道吉（Jim Dodge）
- 珍妮佛·康納莉飾喬西·麥克萊倫（Josie McClellan）
- 德莫·麥隆尼飾內斯特·派爾（Nestor Pyle）
- 基蘭·馬爾羅尼（英语：Kieran Mulroney）飾吉爾·金尼（Gil Kinney）
- 約翰·M·傑克森（英语：John M. Jackson）飾巴德·道奇（Bud Dodge）
- 珍妮·奧哈拉（英语：Jenny O'Hara）飾多蒂·道奇（Dotty Dodge）
- 諾貝爾·威靈翰（英语：Noble Willingham）飾羅傑·羅伊·麥克萊倫（Roger Roy McClellan）
- 貝瑞·卡賓（英语：Barry Corbin）飾唐（Don）警官
- 威爾伯·菲茨杰拉德（Wilbur Fitzgerald）飾鮑勃·博森貝克（Bob Bosenbeck）
- 威廉·福賽斯（英语：William Forsythe (actor)）飾賣場管理員
- 約翰·坎迪（未署名）飾賣場主管C.D. Marsh

## 拍攝
這是布萊恩·高登執導的第一部電影。他對高登的1987年奥斯卡獲獎短片《雷的男性異性戀舞廳》（Ray's Male Heterosexual Dance Hall）印象深刻，於是找他執導電影。高登表示他接《神采飛揚》的原因是為了「了解自己以及如何製作電影」。主演法蘭克·華利表示，他飾演的角色「有點類似於費利·布勒」。
經過全國範圍的搜索，監製選擇了喬治亞州門羅的農村地區作為電影的取景地。華利在拍攝前和導演一起到賣場尋找創作靈感，其中產生出幾段蒙太奇。他稱他和康納利「相處很融洽，人們還記得那部電影的某些鏡頭。」
主体拍摄始於1989年11月13日，預計拍攝時間為七週，一直持續到聖誕假期購物季。華利表示，夜間拍攝「對你的心靈有影響」。為創造電影主角之間的情感場景，劇組在賣場內特別設計一塊額外的「伊甸園」。

## 反響

### 票房
《神采飛揚》上映首週賺進4,024,800美元，挺進全美票房第四，總票房達到11,336,986美元。
電影在英國以非戲院首映形式上映，名為《One Wild Night》。

### 評價
用於宣傳電影的預告片和人形立牌包含華利看著康納莉騎著電動搖搖馬的畫面，並下有「他即將踏上人生巔峰」的標題。因此《人物》雜誌批評這部電影利用了康納莉的身體。《滾石》雜誌編輯大衛·威德（David Wild ）懷疑導演「企圖將這部可疑的青少年電影強制推銷為某種乳溝狂熱者的夢遺」
根據18位影評家的評論，爛番茄回顧性地給這部電影39%的評分，均分4.9（滿分10分）。影院评分調查的觀眾在A+到F中給本片評為「C+」。

## 外部連結
- 互联网电影数据库（IMDb）上《Career Opportunities》的资料（英文）